# Pierre Bernard (grafikus)
Pierre Bernard (Párizs, 1942. február 25. – Párizs, 2015. november 23.) francia tervezőgrafikus. Számos nagy sikerű plakát mellett olyan intézmények arculatát tervezte, mint a Louvre[forrás?] vagy a Francia Nemzeti Parkok.

## Élete
1970-ben megalapította a Grapus csoportot François Miehe-vel és Gérard Paris-Clavellel, akikkel az 1968-as májusi diáksztrájk során találkozott. Mindhárman a Francia Kommunista Párt tagjai voltak. Alex Jordan és Jean-Paul Bachollet 1976-ban csatlakozott a kollektívához. A Grapus feloszlása után a párizsi L’Atelier Création Graphique vezetője lett, amelyet Dirk Behage-zsel és Fokke Draaijerrel együtt alapított. 1987-től haláláig az Alliance Graphique Internationale tagja. A párizsi École nationale supérieure des arts décoratifs (ENSAD) tanára volt. 2006-ban Erasmus-díjat kapott.

## Fordítás
Ez a szócikk részben vagy egészben  a   Pierre Bernard (graphic designer) című angol Wikipédia-szócikk ezen változatának fordításán alapul.  Az eredeti cikk szerkesztőit annak laptörténete sorolja fel. Ez a jelzés csupán a megfogalmazás eredetét és a szerzői jogokat jelzi, nem szolgál a cikkben szereplő információk forrásmegjelöléseként.